# スター・ウォーズ エピソード2/クローンの攻撃
『スター・ウォーズ エピソード2/ クローンの攻撃』（―クローンのこうげき、原題: Star Wars: Episode II – Attack of the Clones）は、2002年のアメリカのスペースオペラ映画。ジョージ・ルーカスが監督、ルーカスとジョナサン・ヘイルズが脚本を務めた。『エピソード1/ファントム・メナス』（1999年）に続く、「スター・ウォーズ」の新三部作（プリクエル・トリロジー）、「スカイウォーカー・サーガ」の2作目であり、スター・ウォーズの映画としては5番目に製作された。

## 概要
青年に成長したアナキンの苦悩や、パドメ・アミダラとの禁じられた恋愛、そして『スター・ウォーズ エピソード4/新たなる希望』でオビ＝ワン・ケノービとルーク・スカイウォーカーの会話に登場したクローン戦争の開戦の発端が主要なテーマとなっている。
2013年にデジタル3D版が公開される予定だったが、2012年10月にウォルト・ディズニー・カンパニーが本シリーズの制作会社ルーカスフィルムを買収し、『エピソード7』に当たる『スター・ウォーズ/フォースの覚醒』を始めとする続三部作である『エピソード7・8・9』の映画制作の決定に伴いその制作に尽力することとなり、延期になった。
しかしその後、2013年7月26日から7月28日にドイツのメッセ・エッセンで開催された『スター・ウォーズ』オフィシャルファンイベントの「スター･ウォーズ セレブレーション ヨーロッパⅡ」にて初めて、本作のデジタル3D版がイベント上映されている。

## ストーリー
遠い昔、はるか彼方の銀河系で…。
『スター・ウォーズ エピソード1/ファントム・メナス』より約10年後、旧態依然として腐敗による機能低下が進む銀河共和国を見限り数千の星系が離脱を表明、元ジェダイのドゥークー伯爵を中心に分離主義勢力を形成して共和国との間に緊張状態を生じていた。この事態に対して、共和国の軍隊保有の是非を問う元老院議会での投票のため惑星コルサントを訪れたパドメ・アミダラ元老院議員は爆破テロに遭遇し、パドメ自身は難を逃れたものの多数の侍従が犠牲となる。
パルパティーン最高議長の計らいで、オビ＝ワン・ケノービと若きアナキン・スカイウォーカーがボディーガードをすることになり、オビ＝ワンとアナキンはパドメを狙った刺客ザム・ウェセルから彼女を守ることに成功。ザムを捕らえて口を割ろうとするや、別の刺客（ジャンゴ・フェット）にザムは殺されてしまった。オビ＝ワンはザムを殺した凶器から手掛かりを得て、惑星カミーノへ向かう。
一方コルサントでは、アナキンが初の単独任務として、身を隠すため惑星ナブーへ向かうパドメを護衛するため、同行を命じられていた。ナブーの地に着き一時の平穏が訪れる中、やがてアナキンとパドメは愛しあうようになるが、ジェダイの掟は「誰かを愛することは執着心を生む」とし、それを禁じていた。
オビ＝ワンは惑星カミーノで、亡きジェダイ・マスター、サイフォ＝ディアスが10年前に極秘裏に生産を依頼していたクローン・トルーパーの大軍隊を視察する。そのクローン・トルーパーの遺伝子ホストであるジャンゴこそがザムを消した賞金稼ぎであると判断したオビ＝ワンは、ジャンゴの捕獲を試みるも反撃にあい取り逃がしてしまう。オビ＝ワンは惑星ジオノーシスへ逃亡したジャンゴを追跡するが、ジオノーシス近くの小惑星帯ではジャンゴの巧みな操船技術に完敗。すんでのところで自らの撃墜を偽装し、ジャンゴをやり過ごした。
以前から母シミ・スカイウォーカーが苦しんでいる悪夢にうなされていたアナキンは、パドメの計らいで共に故郷の惑星タトゥイーンを訪れる。かつての主人ワトーから、シミは奴隷から解放され、水耕農夫ラーズの後妻となっていたことを知る。ラーズ家を訪れたアナキンだったが、そこで知らされたのはシミが盗賊タスケン・レイダーに誘拐されたという事実だった。アナキンは必死の捜索でシミを発見するが、時遅く彼女は息子の腕の中で絶命、アナキンは怒りのままにタスケンを部族ごと虐殺する。
ジオノーシスに着陸したオビ＝ワンは、そこで分離主義勢力陣営のドロイド工場を発見するが、シス卿のドゥークー伯爵に捕らえられてしまう。ドゥークーはオビ＝ワンに、共和国が既にシスに乗っ取られ、元老院も多くの議員がシスの配下にあるという驚くべき事実を告げる。その上で、共に戦おうと持ちかけるがオビ＝ワンは拒否。その後アナキンとパドメはオビ＝ワンの救出に向かうが結局捕らえられ、3人揃って闘技場で怪物に処刑されそうになる。追い詰められた彼らの元に、闘技場でばれないよう変装して見守っていたメイス・ウィンドゥ率いるジェダイ軍団が救援に現れ、戦闘の最中ジャンゴ・フェットが命を落とすが、やがてジェダイ軍団はドロイド軍の圧倒的な物量の前に窮地に追い込まれる。そこへ援軍として、ヨーダ率いるクローン・トルーパーが乗り込んだ複数機のリパブリック・ガンシップが降下。クローン・トルーパーが加わったことで形成逆転したジェダイ軍団は闘技場を超えて大戦闘を展開。
アナキンとオビ＝ワンは逃亡するドゥークー伯爵を追いかけるが、二人の力はドゥークー伯爵には及ばずまたもや窮地に陥る。そこにヨーダが現れ、圧倒的な強さでドゥークー伯爵を追い詰めるも、勝敗を決する前にドゥークー伯爵は再び逃亡してしまう。その後、ドゥークー伯爵はコルサントにいる自分の師ダース・シディアス卿の元へと向かい、持っていた「デス・スター」の設計図を手渡す。シディアスは「すべて計画どおりに進んでおる」と告げる。
ジェダイ聖堂ではヨーダがオビ＝ワンとメイス・ウィンドゥにクローン戦争の開戦を告げる。外では何万ものクローン・トルーパーが分離主義勢力との戦いへと出陣し、その様子をパルパティーンら元老院議員たちが見つめていた。その中の一人ベイル・オーガナは悔しそうな表情であった。
ナブーではパドメとアナキンの結婚式が執り行われていた。

## キャスト
※括弧内は日本語吹き替え
- オビ＝ワン・ケノービ - ユアン・マクレガー（森川智之）
- パドメ・アミダラ - ナタリー・ポートマン（坂本真綾）
- アナキン・スカイウォーカー - ヘイデン・クリステンセン（浪川大輔）
- パルパティーン最高議長 - イアン・マクダーミド（小林勝彦）
- シミ・スカイウォーカー - ペルニラ・アウグスト（鈴木弘子）
- C-3PO - アンソニー・ダニエルズ（岩崎ひろし）
- R2-D2 - ケニー・ベイカー
- メイス・ウィンドゥ - サミュエル・L・ジャクソン（玄田哲章）
- ヨーダ - フランク・オズ（永井一郎）
- ドゥークー伯爵 - クリストファー・リー（羽佐間道夫）
- ベイル・オーガナ - ジミー・スミッツ（てらそままさき）
- ジャンゴ・フェット - テムエラ・モリソン（金田明夫）
- ボバ・フェット - ダニエル・ローガン（田谷隼）
- オーウェン・ラーズ - ジョエル・エドガートン（筒井巧）
- ベルー・ラーズ - ボニー・ピエス（勝生真沙子）
- クリーグ・ラーズ - ジャック・トンプソン（田村勝彦）
- ジャー・ジャー・ビンクス - アーメド・ベスト（田の中勇）
- シオ・ビブル - オリヴァー・フォード・デイヴィス（阪脩）
- ドルメ - ローズ・バーン
- ワトー - アンディ・セコム（麦人）
- キャプテン・タイフォ - ジェイ・ラガーイア（小山力也）
- ザム・ウェセル - リーアナ・ウォルスマン（勝生真沙子）
- デクスター・ジェッスター - ロン・フォーク（滝口順平）
- ラマ・スーの声 - アンソニー・フェラン（有本欽隆）
- トーン・ウィの声 - リーナ・オーウェン（北條文栄）
- クワイ＝ガン・ジンの声 - リーアム・ニーソン（津嘉山正種）
- 侍女コーデ - ヴェロニカ・セグラ
- クローン・トルーパー - テムエラ・モリソン（金田明夫）
- ナレーター（日本テレビ放映時） - 小川真司
- 日本語吹き替え版その他声の出演 - 水野龍司 / 鈴木勝美 / 小島敏彦 / 龍田直樹 / 谷育子 / 大坂史子 / 浅野まゆみ / 亀山助清 / 湯屋敦子 / 大滝寛 / 石住昭彦 / 村松諒 / 藤田研斗 / 飯島健太 / 高村湧 / 本間亘 / 中村圭太 / 榎本晃太

## 地上波放映履歴
| 回数  | テレビ局   | 番組名           | 放送日        | 放送時間    |
| ----- | ---------- | ---------------- | ------------- | ----------- |
| 初回  | 日本テレビ | 金曜ロードショー | 2005年7月8日  | 20:00-23:04 |
| 2回目 | フジテレビ | 土曜プレミアム   | 2009年8月29日 | 21:00-23:55 |

## スタッフ
- 監督：ジョージ・ルーカス
- 製作：リック・マッカラム
- 製作総指揮：ジョージ・ルーカス
- 脚本：ジョージ・ルーカス、ジョナサン・ヘイルズ
- 撮影：デヴィッド・タッターサル
- VFX：ILM
- VFXスーパーバイザー：ジョン・ノール、デニス・ミューレン
- 音楽：ジョン・ウィリアムズ
- コンセプトデザイン監督：ライアン・チャーチ
- 字幕：戸田奈津子
- 吹替翻訳：平田勝茂
- 吹替演出：蕨南勝之

## その他・カメオ出演
- ザム・ウェセルが逃げ込んだアウトランダー・ナイトクラブに登場する客役で、C-3PO役のアンソニー・ダニエルズ、ジャー・ジャー・ビンクス役のアーメド・ベスト、そしてジョージ・ルーカスの娘が出演している[5][6]。
- オビ＝ワンが、ジェダイ聖堂の図書館で惑星カミーノの場所を調べるシーンに登場するジェダイ候補生役で、ルーカスの息子が出演している[5][6]。
- アナキンがタスケン・レイダーを虐殺するシーンの後、瞑想するヨーダがクワイ＝ガン・ジンの「Anakin! Anakin! No!（アナキン アナキン！ やめろー！）」という叫び声を聞いたシーンでは、クワイ＝ガンの声としてリーアム・ニーソンの声が使用されている[6]。この叫び声は、クワイ＝ガンが死後フォースと一体化した後もフォースの中で自我を保つ修行を生前に積んでいたことで出せたもので、新たに録音したものではなく『エピソード1/ファントム・メナス』の撮影で録音したが使用されなかったニーソンの音声素材を流用したとのこと[要出典]。
- この作品からヨーダも完全CGIで表現されるようになった。また長編映画では初めて、全編HD24Pによるデジタル撮影が行われた[7]。このため、生身の人間が出演するシーンは全て、グリーンバック合成が行われた[8]。また『エピソード1～6』で唯一、視覚効果としてズームインが用いられている。
- ジョナサン・ブランディスがアナキン・スカイウォーカー役のオーディションを受けたが、当時すでに20代半ばだったジョナサンは見送られた[9]。

## 受賞歴
- アカデミー賞
  - ノミネート：視覚効果賞、
- サターン賞
  - 受賞：最優秀衣装賞、最優秀特殊効果賞
  - ノミネート：最優秀監督賞、最優秀主演女優賞、最優秀若手男優賞、最優秀作曲賞、最優秀SF映画賞、最優秀DVD特別版発売賞
- MTVムービー・アワード
  - 受賞：ベスト・ファイト賞
  - ノミネート：最優秀アクションシーン賞、最優秀バーチャル演技賞
- ラジー賞
  - 受賞：最低助演男優賞（ヘイデン・クリステンセン）、最低脚本賞（ジョージ・ルーカス、ジョナサン・ホールズ）
  - ノミネート：最低リメイク及び続編賞、最低助演女優賞（ナタリー・ポートマン）、最低スクリーンカップル賞（ヘイデン・クリステンセン & ナタリー・ポートマン）、最低監督賞（ジョージ・ルーカス）、最低作品賞

## 玩菓
本作の日本における商品展開で特筆すべき点は玩菓である。日本ではポピュラーなものだが、アメリカにはこのような種類の商品がない。そこで日本におけるスター・ウォーズの代理版権窓口として契約していた小学館の小川健は、ルーカスフィルムにいくたびに玩菓をお土産として持っていった。5年の努力の結果、本作の玩菓における商品化が決定した。ルーカスフィルムのスタッフには「ガンカ」で話が通じるとのこと。